# 熊童子
熊童子（學名：Cotyledon tomentosa），又稱熊掌，原產於非洲，有大量笨重的卵形模糊綠葉與著名的“牙齒”所以有了熊掌的名稱。